# オデッセイファイブ
『Odyssey 5』（オデッセイ ファイブ）は、2002年7月21日から同年10月15日までアメリカ合衆国で制作・放送された海外ドラマである。

現実に起きたシャトル事故の影響により、20話で制作が打ち切られた。

## 概要
スペースシャトル「オデッセイ」は、船長のチャック以下、五名のクルーを乗せ、大気圏外でのミッションを行っていた。そこでクルーたちは、突如、地球が消滅する瞬間を目の当たりにした。驚く一同を乗せたシャトルは、消滅する衝撃波に飲み込まれる。

宇宙を漂流する5人を助けたシーカーと名乗る異星人は、滅亡の原因は地球上で起こっていると告げ、5人の精神を5年前の過去へと送る。未来の記憶を持つ彼らは地球の消滅を止めるために原因を探しはじめる。

## キャスト
- チャック・タガート(Chuck Taggart)
ピーター・ウェラー Peter Weller - 声：中村秀利
- アンジェラ・ペリー(Angela Perry)
タマラ・クレイグ・トーマス Tamara Craig Thomas - 声：甲斐田裕子
- カート・メンデル(Kurt Mendel)
セバスチャン・ロッシュ Sebastian Roché - 声：佐久田修
- サラ・フォーブス(Sarah Forbes)
レスリー・シルバ Leslie Silva - 声：朴璐美
- ニール・タガート(Neil Taggart)
クリストファー・ゴーラム Christopher Gorham - 声：川島得愛

## エピソードリスト
1. 「PILOT PART1」～地球崩壊（前編）～
2. 「PILOT PART2」～地球崩壊（後編）～
3. 「SHATTERER」～世界の破壊者～
4. 「ASTRONAUT DREAMS」～宇宙飛行士が見る夢～
5. 「SYMBIOSIS」～共生～
6. 「TIME OUT OF MIND」～消えた記憶～
7. 「THE CHOICES WE MAKE」～選ぶ道～
8. 「RAPTURE」～ラプチャー～
9. 「L.D.U.7」～LDU-7～
10. 「FLUX」～ナノボット～
11. 「KITTEN」～ツインターネット～
12. 「DARK AT THE END OF THE TONNEL」～神の通り道～
13. 「THE TROUBLE WITH HARRY」～ハリーの災難～
14. 「SKIN」～スキン～
15. 「BEGOTTEN」～セロトニン～
16. 「VANISHING POINT」～記憶のダウンロード～
17. 「FOLLOW THE LEADER」～心の絆～
18. 「HALF-LIFE」～次元を漂う愛～
19. 「RAGE」～暴動～
20. 「FOSSIL」～化石～

## 放送局・放送時間
| 放送局     | 日程                 | 放送開始日    | 備考 |
| ---------- | -------------------- | ------------- | ---- |
| 日本テレビ | 毎週木曜 深夜26:59～ | 2005年5月31日 |      |